# Formica browni
Formica browni är en myrart som beskrevs av André Francoeur 1973. Formica browni ingår i släktet Formica och familjen myror. Inga underarter finns listade i Catalogue of Life.